# Johann Ernst Glück

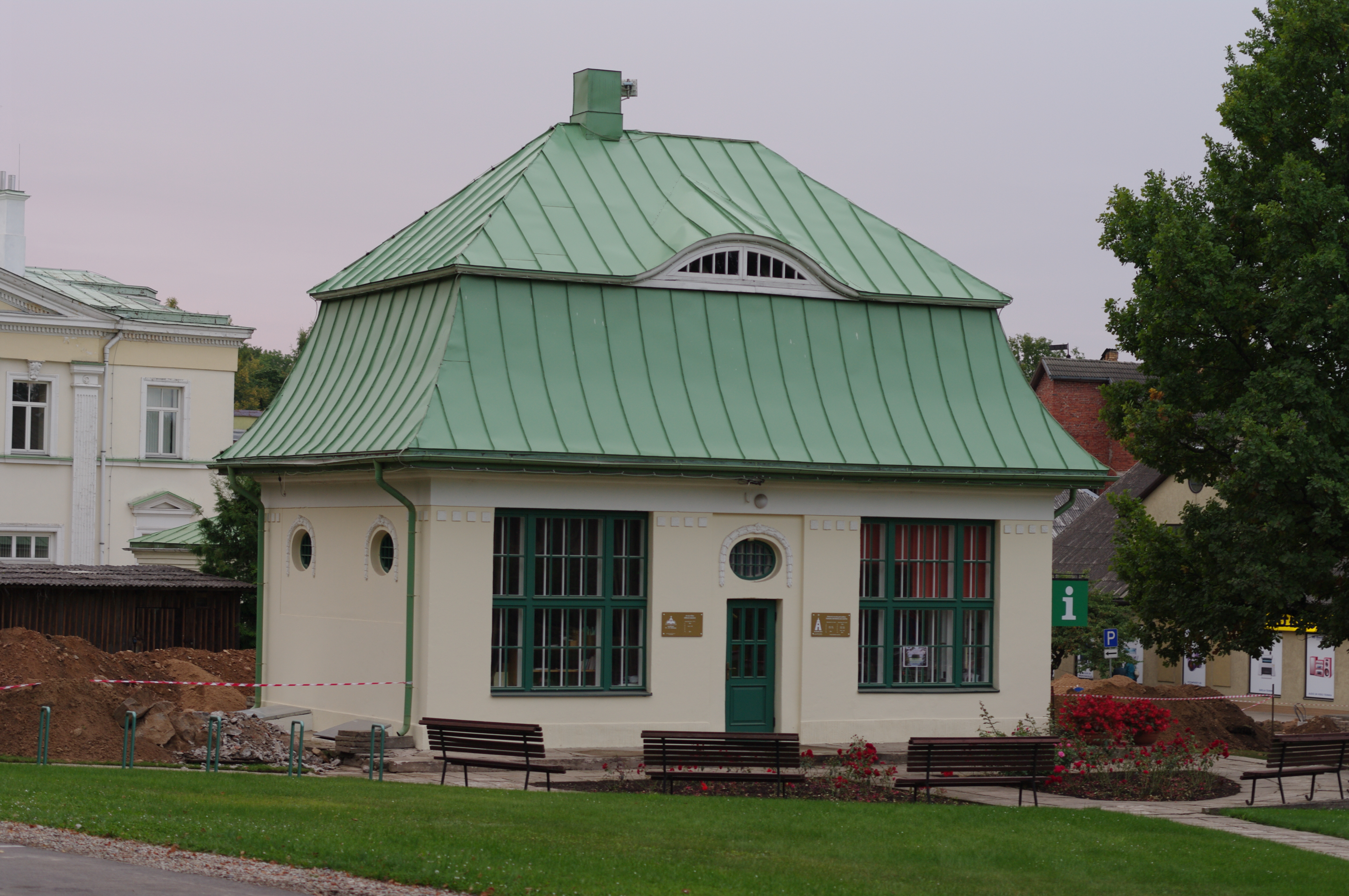
Bibelmuseet i Alūksne.

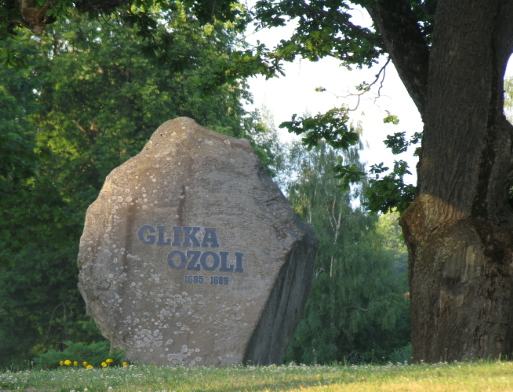
Minnessten vid Alūksne med inskriften "Glika Ozoli 1685 1689" – Glücks ek.

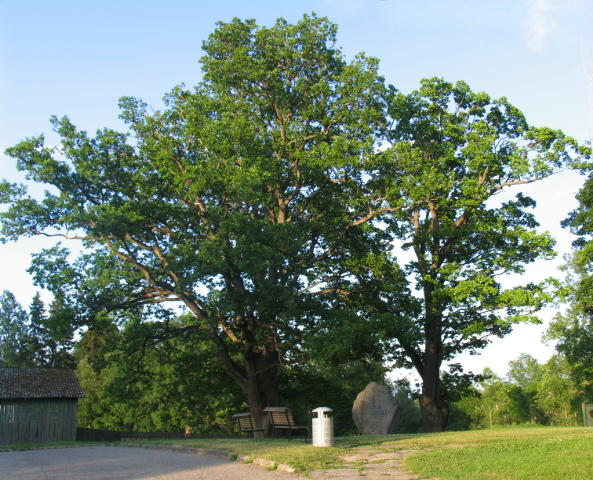
Glücks ek och minnesstenen.

Johann Ernst Glück (lettiska: Johans Ernsts Gliks) eller Ernst Gliks (lettiska: Ernsts Gliks, ryska: Эрнст Глюк), född 18 maj 1654 (enligt andra källor 10 november 1652) i Wettin i Saalekreis i nuvarande Sachsen-Anhalt i Tyskland, död 5 maj 1705 i Moskva, var en lettisk bibelöversättare.
Den första lettisk bibelutgåvan om 1 500 exemplar utkom 1694, medan Sverige ännu dominerade Rigaområdet. Tryckningen bekostades delvis av den svenska kronan. Med den ryska framryckningen under det stora nordiska kriget förlorade Sverige greppet om Lettland.
Krigets vindar förde Glück till Moskva där han verkade intill sin död.